# オーファンズ (アルバム)
オーファンズ（Orphans: Brawlers, Bawlers & Bastards）は、トム・ウェイツが2006年に発表したCD3枚組のアルバム。全56曲（隠しトラックも含む）収録。

## 解説
録音時期は1980年代から2000年代に渡り、新曲と既発曲（映画のサウンドトラック、トリビュート・アルバム、オムニバス・アルバム等に提供）が混在した内容。各ディスクに"Brawlers"（日本盤は「喧噪編」）、"Bawlers"（叙情編）、"Bastards"（実験編）という副題がついている。
限定盤は、94ページのブックレットが付いた紙ジャケット仕様。日本盤は、同様の直輸入パッケージに、日本語ライナーノーツ（解説の他、オダギリジョーと勝手にしやがれの武藤昭平がコメントを寄せている）を付加した形で発売。

## 収録曲
特記なき楽曲はトム・ウェイツとキャスリーン・ブレナンの共作。既発曲については初出のメディアも記載。

### ディスク1: "Brawlers"（喧噪編）
1. ライ・トゥ・ミー - "Lie to Me" - 2:10
2. ロー・ダウン - "Low Down" - 4:15
3. 2:19 - "2:19" - 5:02
ブルース・ミュージシャン、ジョン・ハモンドのアルバム『Wicked Grin』（2001年）に提供した曲。
4. フィッシュ・イン・ザ・ジェイルハウス - "Fish in the Jailhouse" - 4:22
5. ボトム・オブ・ザ・ワールド - "Bottom of the World" - 5:42
6. ルシンダ - "Lucinda" - 4:52
7. エイント・ゴーイン・ダウン・トゥ・ザ・ウェル - "Ain't Goin' Down to the Well" (Lead Belly, John Lomax, アラン・ローマックス) - 2:28
8. ロード・アイヴ・ビーン・チェンジド - "Lord I've Been Changed" (trad. arr. Waits, Brennan) - 2:28
ジョン・ハモンドのアルバム『Wicked Grin』（2001年）に提供した曲。
9. プッティング・オン・ザ・ドッグ - "Puttin' on the Dog" - 3:39
10. ロード・トゥ・ピース - "Road to Peace" - 7:17
11. オール・ザ・タイム - "All the Time" - 4:33
12. ザ・リターンズ・オブ・ジャッキー・アンド・ジュディー - "The Return of Jackie and Judy" (Joey Ramone, Johnny Ramone, Dee Dee Ramone) - 3:28
ラモーンズのカヴァー。ラモーンズのトリビュート・アルバム『ウィー・アー・ア・ハッピー・ファミリー〜ラモーンズ・トリビュート』（2003年）に提供。
13. ウォーク・アウェイ - "Walk Away" - 2:43
映画『デッドマン・ウォーキング』（1995年）のサウンドトラック・アルバムに提供。
14. シー・オブ・ラヴ - "Sea of Love" (Phil Phillips, George Khoury) - 3:43
スタンダード・ナンバーのカヴァー。映画『シー・オブ・ラブ』（1989年）のエンドロールで使用された[17]。
15. バズ・フレッダ-ジョン - "Buzz Fledderjohn" - 4:12
16. レインズ・オン・ミー - "Rains on Me" (Waits, Chuck E. Weiss) - 3:20
友人のチャック・E・ワイスとの共作。ウェスト・メンフィス3を支援するためのオムニバス・アルバム『Free the West Memphis 3』（2000年）に提供。

### ディスク2: "Bawlers"（叙情編）
1. ベンド・ダウン・ザ・ブランチズ - "Bend Down the Branches" - 1:06
オムニバス・アルバム『For the Kids』（2002年）に提供。
2. ユー・キャン・ネヴァー・ホールド・バック・スプリング - "You Can Never Hold Back Spring" - 2:26
3. ロング・ウェイ・ホーム - "Long Way Home" - 3:10
映画『Big Bad Love』（2001年）のサウンドトラックに提供。ノラ・ジョーンズがアルバム『フィールズ・ライク・ホーム』（2004年）でカヴァー。
4. ウィドウズ・グローヴ - "Widow's Grove" - 4:58
5. リトル・ドロップ・オブ・ポイズン - "Little Drop of Poison" - 3:09
映画『シュレック2』（2004年）のサウンドトラックに提供。
6. シャイニー・シングス - "Shiny Things" - 2:20
7. ワールド・キープス・ターニング - "World Keeps Turning" - 4:16
8. テル・イット・トゥ・ミー - "Tell It to Me" - 3:08
9. ネヴァー・レット・ゴー - "Never Let Go" - 3:13
10. ファニン・ストリート - "Fannin Street" - 5:01
ジョン・ハモンドのアルバム『Wicked Grin』（2001年）に提供した曲。
11. リトル・マン - "Little Man" (Teddy Edwards) - 4:33
12. イッツ・オーヴァー - "It's Over" - 4:40
映画『リバティ・ハイツ』（1999年）のサウンドトラックに提供[18]。
13. イフ・アイ・ハフ・トゥ・ゴー - "If I Have to Go" - 2:15
14. グッドナイト・アイリーン - "Goodnight Irene" (Lead Belly, Gussie L. Davis) - 4:47
15. ザ・フォール・オブ・トロイ - "The Fall of Troy" - 3:01
映画『デッドマン・ウォーキング』（1995年）のサウンドトラック・アルバムに提供。
16. テイク・ケア・オブ・オール・マイ・チルドレン - "Take Care of All My Children"(T. Waits) - 2:31
映画『子供たちをよろしく』（1984年）のサウンドトラックに提供[19]。
17. ダウン・ゼア・バイ・ザ・トレイン - "Down There by the Train" - 5:39
ジョニー・キャッシュ『American Recordings』（1994年）に提供した楽曲のセルフカヴァー。
18. ダニー・セズ - "Danny Says" (Joey Ramone, Johnny Ramone, Dee Dee Ramone) - 3:05
19. ジェインズ・ブルー・ウィッシュ - "Jayne's Blue Wish" - 2:29
映画『Big Bad Love』（2001年）のサウンドトラックに提供。
20. ヤング・アット・ハート - "Young at Heart" (Carolyn Leigh, Johnny Richards) - 3:41

### ディスク3: "Bastards"（実験編）
1. ホワット・キープス・マンカインド・アライヴ - "What Keeps Mankind Alive" (Kurt Weill, Bertolt Brecht) - 2:09
『三文オペラ』の挿入歌のカヴァー。クルト・ヴァイルのトリビュート・アルバム『Lost in the Stars: The Music of Kurt Weill』（1985年）に提供[20]。
2. チルドレンズ・ストーリー - "Children's Story" - 1:42
3. ヘイ・ホー - "Heigh Ho" (Frank Churchill, Larry Morey) - 3:32
映画『白雪姫』挿入歌のカヴァー。ディズニー映画のトリビュート・アルバム『Stay Awake: Various Interpretations of Music from Vintage Disney Films』（1988年）に提供。
4. アーミー・アンツ - "Army Ants" - 3:25
5. ブックス・オブ・モーゼス - "Books of Moses" (Skip Spence) - 2:49
スキップ・スペンスのトリビュート・アルバム『More Oar: A Tribute to Alexander "Skip" Spence』（1999年）に提供[21]。
6. ボーン・チェイン - "Bone Chain" - 1:03
7. トゥー・シスターズ - "Two Sisters" (traditional, arr by Waits / Brennan) - 4:55
8. ファースト・キス - "First Kiss" - 2:40
9. ドッグ・ドア - "Dog Door" (Waits, Brennan, Mark Linkous) - 2:43
スパークルホースとの共演。同バンドのアルバム『It's a Wonderful Life』（2001年）にも収録。
10. レッドラム - "Redrum" - 1:12
11. ニルヴァーナ - "Nirvana"(Words by Charles Bukowski) - 2:12
12. ホーム・アイル・ネヴァー・ビー - "Home I'll Never Be" (Words by Jack Kerouac) - 2:28
13. プア・リトル・ラム - "Poor Little Lamb" (William J. Kennedy, Waits) - 1:43
映画『黄昏に燃えて』（1987年）に提供。
14. オルター・ボーイ - "Altar Boy" - 2:48
15. ザ・ポンティアック - "The Pontiac" - 1:54
16. スパイディーズ・ワイルド・ライド - "Spidey's Wild Ride" - 2:03
17. キング・コング - "King Kong" (Daniel Johnston) - 5:29
ダニエル・ジョンストンのトリビュート・アルバム『The Late Great Daniel Johnston: Discovered Covered』（2004年）に提供[22]。
18. オン・ザ・ロード - "On the Road" - 4:14
ジャック・ケルアックの詩の朗読に、トムとプライマスが音楽をつけたもの。ジャック・ケルアックのトリビュート・アルバム『Reads on the Road』（1999年）に提供。
※下記2曲は隠しトラック
19. ドッグ・トリート - "Dog Treat" - 2:56
20. ミッシング・マイ・サン - "Missing My Son" - 3:38

### ヴァイナル

#### LP 1と2:Brawlers（喧噪編）
Side A:
1. ライ・トゥ・ミー - "Lie to Me" - 2:10
2. ロー・ダウン - "Low Down" - 4:15
3. 2:19 - "2:19" - 5:02
4. フィッシュ・イン・ザ・ジェイルハウス - "Fish in the Jailhouse" - 4:22

Side B:
1. ボトム・オブ・ザ・ワールド - "Bottom of the World" - 5:42
2. ルシンダ - "Lucinda" - 4:52
3. エイント・ゴーイン・ダウン・トゥ・ザ・ウェル - "Ain't Goin' Down to the Well" - 2:28
4. ロード・アイヴ・ビーン・チェンジド - "Lord I've Been Changed" - 2:28

Side C:
1. プッティング・オン・ザ・ドッグ - "Puttin' on the Dog" - 3:39
2. ロード・トゥ・ピース - "Road to Peace" - 7:17
3. オール・ザ・タイム - "All the Time" - 4:33

Side D:
1. ザ・リターンズ・オブ・ジャッキー・アンド・ジュディー - "The Return of Jackie and Judy" - 3:28
2. ウォーク・アウェイ - "Walk Away" - 2:43
3. シー・オブ・ラヴ - "Sea of Love" (Phil Phillips, George Khoury) - 3:43
4. バズ・フレッダ-ジョン - "Buzz Fledderjohn" - 4:12
5. レインズ・オン・ミー - "Rains on Me" (Waits, Chuck E. Weiss) - 3:20

#### LP 3と4:Bawlers（叙情編）
Side A:
1. ベンド・ダウン・ザ・ブランチズ - "Bend Down the Branches" - 1:06
2. ユー・キャン・ネヴァー・ホールド・バック・スプリング - "You Can Never Hold Back Spring" - 2:26
3. ロング・ウェイ・ホーム - "Long Way Home" - 3:10
4. ウィドウズ・グローヴ - "Widow's Grove" - 4:58
5. リトル・ドロップ・オブ・ポイズン - "Little Drop of Poison" - 3:09
6. シャイニー・シングス - "Shiny Things" - 2:20

Side B:
1. ワールド・キープス・ターニング - "World Keeps Turning" - 4:16
2. テル・イット・トゥ・ミー - "Tell It to Me" - 3:08
3. ネヴァー・レット・ゴー - "Never Let Go" - 3:13
4. ファニン・ストリート - "Fannin Street" - 5:01

Side C:
1. リトル・マン - "Little Man" - 4:33
2. イッツ・オーヴァー - "It's Over" - 4:40
3. イフ・アイ・ハフ・トゥ・ゴー - "If I Have to Go" - 2:15
4. グッドナイト・アイリーン - "Goodnight Irene" - 4:47
5. ザ・フォール・オブ・トロイ - "The Fall of Troy" - 3:01

Side D:
1. テイク・ケア・オブ・オール・マイ・チルドレン - "Take Care of All My Children" - 2:31
2. ダウン・ゼア・バイ・ザ・トレイン - "Down There by the Train" - 5:39
3. ダニー・セズ - "Danny Says"  - 3:05
4. ジェインズ・ブルー・ウィッシュ - "Jayne's Blue Wish" - 2:29
5. ヤング・アット・ハート - "Young at Heart" - 3:41

#### LP 5と6:Bastards（実験編）
Side A:
1. ホワット・キープス・マンカインド・アライヴ - "What Keeps Mankind Alive"  - 2:09
2. チルドレンズ・ストーリー - "Children's Story" - 1:42
3. ヘイ・ホー - "Heigh Ho" - 3:32
4. アーミー・アンツ - "Army Ants" - 3:25
5. ブックス・オブ・モーゼス - "Books of Moses" - 2:49

Side B:
1. ボーン・チェイン - "Bone Chain" - 1:03
2. トゥー・シスターズ - "Two Sisters" - 4:55
3. ファースト・キス - "First Kiss" - 2:40
4. ドッグ・ドア - "Dog Door" - 2:43
5. レッドラム - "Redrum" - 1:12

Side C:
1. ニルヴァーナ - "Nirvana" - 2:12
2. ホーム・アイル・ネヴァー・ビー - "Home I'll Never Be" - 2:28
3. プア・リトル・ラム - "Poor Little Lamb" - 1:43
4. オルター・ボーイ - "Altar Boy" - 2:48
5. ザ・ポンティアック - "The Pontiac" - 1:54
6. スパイディーズ・ワイルド・ライド - "Spidey's Wild Ride" - 2:03

Side D:
1. キング・コング - "King Kong" - 5:29
2. オン・ザ・ロード - "On the Road" - 4:14
3. ドッグ・トリート - "Dog Treat" - 2:56
4. ミッシング・マイ・サン - "Missing My Son" - 3:38

#### LP 7:Bonus（ボーナス）
Side A:
1. クレイジー・バウト・マイ・ベイビー "Crazy 'Bout My Baby" (Fats Waller) - 2:04
2. ダイアモンド・イン・ユア・マインド "Diamond in Your Mind" - 5:08
  - ロバートウィルソンの1837年の未完成の劇「ヴォイゼック」のプロダクションに登場するが、2002年のスタジオアルバム「ブラッドマネー」には含まれていない
3. 大砲の歌 "Cannon Song" (Kurt Weill) - 2:59
  - 『三文オペラ』より

Side B:
1. 祈り "Pray" - 2:59
2. ノー・ワン・キャン・フォー・ミー "No One Can Forgive Me" - 4:56
  - 『ボーン・マシーン』(1992)からのアウトテイク
3. マシ―・グローヴ "Mathie Grove" - 6:31
  - トラディショナル；ウェイツ編曲

## カヴァー
- 「ファニン・ストリート」は、スカーレット・ヨハンソンによるトムのカヴァー・アルバム『レイ・マイ・ヘッド』（2008年）で、スカーレットとデヴィッド・ボウイにより歌われた。